# چاه شماره دو گلشن‌آباد
چاه شماره دو گلشن‌آباد روستایی در دهستان کویرات بخش کویرات شهرستان آران و بیدگل استان اصفهان ایران است.

## جمعیت
بر پایه سرشماری عمومی نفوس و مسکن در سال ۱۳۹۵ جمعیت این روستا ۱۷ نفر (۶خانوار) بوده‌است.